# Moort
Die oder der Mahrt oder Mahr, Maar bzw. Nachtmahr, niederdeutsch Moor oder Moort, bezeichnet im Niederdeutschen eine Sagengestalt, die als meist weibliche Personifizierung eines Albtraumes auftritt, der Alpdrücken oder Schlafstörungen verursacht. Von ihrem Namen leiten sich auch die Verben morriden oder morrieden ab, welche einen unruhigen Schlaf teilweise durchsetzt von Atemnot, einem Druckgefühl auf der Brust und Albträumen ausdrücken.

## Name
Im niederdeutschen Sprachraum herrscht die Bezeichnung Mahr oder Mahrt für den Alp (vergleiche althochdeutsch, altnordisch, schwedisch mara oder friesisch nachtmerje, nordfriesisch nachtmähr, dänisch mare, englisch nightmare, französisch cauchemar); außerhalb des Germanischen entspricht es dem altslavischen, russischen mora, welches ebenfalls für „Alp“ steht, allerdings vorwiegend einen weiblichen.
Umstritten sind Anknüpfungen wie von den Grimms an das germanische mark für „Mähre“.
Bei der Nebenform des Begriffes Mahr, bei der Mahrt, wird von einer Angleichung an die mundartliche Bezeichnung des Marders ausgegangen. In dieser Gestalt ist sie nämlich mehrfach anzutreffen.
In der mecklenburgischen Mundart treten die Formen Moort, Moor oder Mor auf. Bei Fritz Reuter, Wilhelm Heyse, Friedrich Cammin (1860–1920) und John Brinckman festigte sich der Begriff Moort.

## Erscheinungen des Wesens
Das Geschlecht ist dem des Opfers meist entgegengesetzt. Oftmals wird allerdings von einer weiblichen Mahrt und einem männlichen Opfer berichtet. Auch kann ein Mahrt sächlich sein, dann geht man allerdings eher davon aus, es wäre kein Mensch.
Häufig wird die Mahrt allerdings als wunderschöne, teilweise nackte und aalglatte Person beschrieben (siehe auch Sukkubus). In den niederdeutschen Sagen sind sie nicht nur die Ursache schlechten Schlafens, welches sie durch moortreiten (nd. moorrieden für „Albdrücken“) hervorrufen. Dabei sitzt sie auf der Brust oder dem Rücken des Schläfers und drückt ihm die Kehle zu oder bereitet ihm einen unangenehmen Druck auf der Brust.
Deutschlandweit verbreitet gilt die Annahme, dass Taufpaten Kinder zum Moortrieder machen können. Auch Pastoren können dafür verantwortlich sein oder weitere Verwandte.
In den Sagen gelangt sie zunächst in anderer Gestalt durch ein winziges Loch in die Schlafzimmer, niemals durch Fenster oder Türen, sondern durch Ritzen, Schlüssellöcher oder noch kleinere Löcher, bei denen ein Nagel fehlt o. ä. Manchmal taucht sie in der Gestalt eines Tieres auf, so als Raupe, Wiesel, Katze oder weiße Maus, aber auch als schwimmender Schwan sowie als Gegenstände wie Apfel und Birne oder Strohhalm und Nadel. Auch als Rauch tritt sie auf. Im Gegensatz zu anderen europäischen Vorstellungen des Nachtalbs ist sie im niederdeutschen Raum allerdings nicht als schwarzes, auf Hinterbeinen gehendes, marderartiges Tier des Teufels belegt.

## Opfer
Meist sind Menschen Opfer der Mahrt und ihres Rittes. Mit Atemnot verbundene Alpträume wurden aber nicht nur der Mahrt, sondern auch verdickten Säften im Blut zugeschrieben sowie Gedanken – wie erotischen Gedanken bei vor allem jungen Personen, aber auch telepathischen Kräften und den Gedanken anderer Leute bei älteren Menschen.
Aber auch Pferde können von ihnen gequält werden und haben am nächsten Morgen sogenannte Moorklatten – verfilztes Haar.
Zudem soll die Mahrt Bäume drücken können und Mahrquasten dort hinterlassen. Diese sind gerade in den Birkenwipfeln zu finden und ähneln einem Besen. Moorquast bezeichnet im Niederdeutschen den Hexenbesen.

## Abwehren
Indem das Loch, durch welches die Mahrt ins Haus kommt, zugestopft wird, fängt man sie, weil eine Mahrt immer nur auf demselben Weg hinausgelangt, auf dem sie hineingekommen ist. Manchmal schließt sich daran das Motiv der Mahrtenehe an und der gerittene Mann heiratet die schöne Mahrt. Diese Ehe entpuppt sich aber oft als problematisch, weil der Mann das verschlossene Loch nicht wieder öffnen oder ihr zeigen darf, ihren dahingehenden Bitten jedoch nachkommt und sie dadurch entschlüpft. Sie kommt dann nur noch regelmäßig zurück, um ihre Kinder zu pflegen, der Ehemann sieht sie danach meist nicht wieder.
Durch das Rufen des Namens vom Opfer oder der Mahrt selbst kann sie gezwungen werden, ihren Ritt zu beenden. Manche ihrer Opfer erwachen auch, während sie auf ihnen reitet, und packen sie; durch ihre glatte Haut benötigen sie aber teilweise Handschuhe, damit sie ihnen nicht entgleitet.
Eine Mahrt sucht sich oft ein bestimmtes Opfer, welches sie häufiger reitet. Durch verschiedene Umgangsformen mit der gefangenen Mahrt kann dazu beigetragen werden, dass sie sich in ihrer wahren Gestalt zeigen muss (z. B. wenn man sie nur als Strohhalm zwischen den Händen hält) oder sie ganz und gar von ihrem Opfer ablässt. Was man der Mahrt als Strohhalm o. ä. antut, das bekommt auch der Mensch ab, der die Mahrt ist. Gelegentlich reitet ein Geliebter oder Verlobter seinen zukünftigen Partner, wird als Mahrt allerdings misshandelt und stirbt deshalb als Mensch an den Folgen der Verletzungen.

## Engelland
Nur bei der weiblichen Mahrt heißt es, sie komme aus Engelland über das Meer gefahren. Dabei schwimmt sie auf einer Molle, nutzt als Segel eine Schwinge und als Ruder ein Siebrand. Wird ihr Boot, welches sie auch an Land als Gefährt verwendet, umgestoßen, kann sie es selbst nicht wieder aufrichten und ist auf die Hilfe von anderen angewiesen. Öfter muss sie in Sagen auch beklagen, dass jemand ihre Reiseutensilien versteckt hat, wenn sie abfahren will. Sie jammert dann oft, dass sie ihre Mutter aus Engelland rufen höre und nach Hause wolle. Wer ihr ihre Gegenstände wiederbeschafft, dem verspricht sie oft Leinen und viel Kleidung.
Engelland ist nur bedingt als England zu interpretieren. Engelland gilt zudem als ein Wunderland. Damit hat Mecklenburg die Mahrtensage statt in die Niederungen, wo das Hexenwesen eher anzutreffen ist, in höhere Ebenen, und zwar in die des Elfenglaubens, gehoben.

## Verfilmung
Im September 2017 strahlte das ZDF eine Folge von SOKO Wismar aus, welche nach der Sagengestalt benannt wurde.